# Industriport

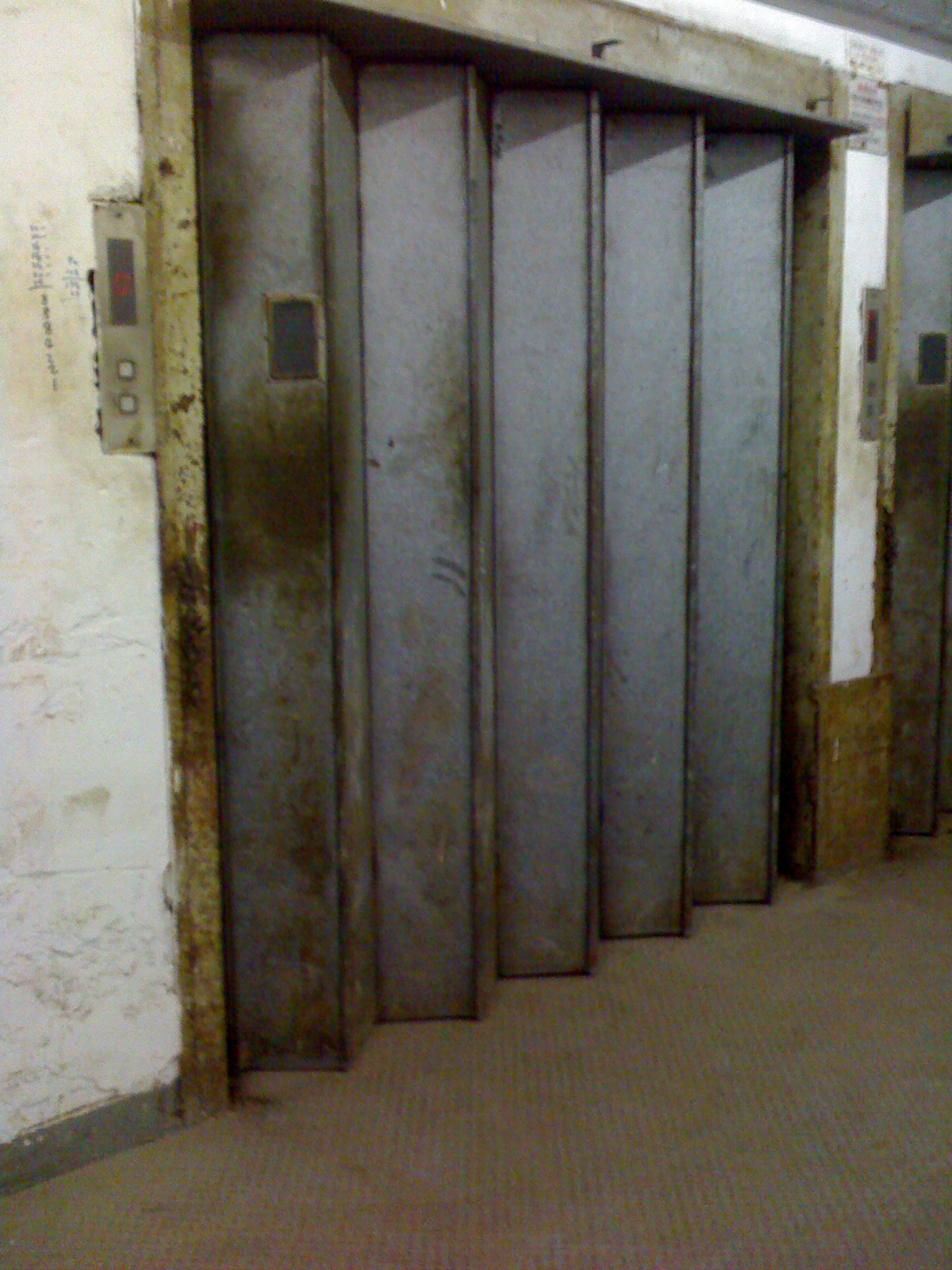
En manuell vikport

En industriport är en automatiskt eller manuellt manövrerad dörr som tillsluter större öppningar mellan byggnaders in- och utsida eller mellan större rum inuti byggnaden.

## Typer av industriportar

### Rullportar
Rullportar består av ett böjligt portblad som sitter upprullad på en vals i dörröppningens ovankant. Portbladet kan vara tillverkat av plast eller textilier, men kan också bestå av metallpaneler. Dörröppningen tillsluts genom att portbladet rullas av valsen. Fördelen med rullportar är att öppning och stängning kan ske mycket snabbt, särskilt om portbladet har låg vikt. Snabbgående rullportar med mycket lätta portblad används bland annat i kylrum, där stängnings- och öppningshastigheten direkt påverkar kylsystemets energiförbrukning.
Tyngre portblad kräver ofta en motvikt som finns monterad inuti dörrposten. Motvikten krävs bland annat för att porten ska gå att öppna och stänga även vid strömavbrott.

### Vikportar
Vikportar har portblad med två eller flera sektioner som är sammankopplade med gångjärnsmekanismer som är omväxlande gängade utåt och inåt. Sektionerna kan vara tillverkade i trä, stål eller aluminium, beroende på portens tänkta användningsområde. Portbladet kan därför monteras i dörröppningens ovankant (på samma sätt som en rullport) eller, vanligare, vid dörrposten.

### Takskjutportar
Takjutportar har portblad som består av flera stela sektioner som skjuts in under taket på insidan av portöppningen. Kan drivas antingen manuellt eller med automatisk motordrift.